# 慈眼寺 (葛飾区)
慈眼寺（じげんじ）は、東京都葛飾区にある真言宗豊山派の寺院。

## 歴史
1576年（天正4年）、元真によって開山された。
低地にあり、度重なる水害で記録を失っているため、詳細な由来は不明となっている。宝持院の末寺であるが、一時期は観音寺の末寺だったこともあったという。

## 交通アクセス
- 亀有駅より徒歩7分（経路案内）。